# Метилглиоксаль
Метилглиоксаль (пирувальдегид, 2-оксопропаналь) — альдегид пировиноградной кислоты, является одновременно альдегидом и кетоном.

## Биология
В живых организмах метилглиоксаль образуется как побочный продукт нескольких метаболических путей.  Он может образоваться из 3-аминоацетона, промежуточного продукта катаболизма треонина либо в процессе перекисного окисления липидов. Однако, важнейший источник метилглиоксаля — гликолиз, где он получается в процессе неферментативного гидролиза фосфатной группы от глицеральдегид-фосфата и дигидроацетон-фосфата, двух промежуточных компонентов гликолиза. Метилглиоксаль является цитотоксическим продуктом, поэтому в клетке существует несколько механизмов инактивации, в том числе глиоксалазная система. Метилглиоксаль реагирует в клетке с глутатионом, образуя гемитиоацеталь, который превращается в S-D-лактоилглутатион под действием глиоксалазы I  и далее метаболизируется в D-лактат под действием глиоксалазы II. 

## Патология
В силу своей реактивности метилглиоксаль играет большую роль в образовании поздних продуктов гликирования в процессе реакции Майяра. Более того, он считается важнейшим из гликирующих реагентов (т. е. ковалентно связывающихся с амино-группами белков, таких как глюкоза, галактоза и др.), приводящих к нарушению функций белков при диабете.  .